# Gary (Dacota do Sul)
Gary é uma cidade localizada no estado norte-americano de Dacota do Sul, no Condado de Deuel.

## Demografia
Segundo o censo norte-americano de 2000, a sua população era de 231 habitantes.
Em 2006, foi estimada uma população de 210, um decréscimo de 21 (-9.1%).

## Geografia
De acordo com o United States Census Bureau tem uma área de
1,8 km², dos quais 1,8 km² cobertos por terra e 0,0 km² cobertos por água.

## Localidades na vizinhança
O diagrama seguinte representa as localidades num raio de 28 km ao redor de Gary.